# Гаґанський потік
Гаґанський потік (словац. Háganský potok) — річка в Словаччині, ліва притока Попраду, протікає в окрузі Попрад.
Довжина приблизно 14,5-15,0 км. Витік знаходиться в масиві Попрадська улоговина на висоті близько 1450 метрів. Протікає територією сіл Штуола; Батізовце і міст Попрад та Світ..
Впадає в Попрад на території міста Світ.